# Mélovin
Kostyantyn Mykolayovych Bocharov (ukrajinski Костянти́н Микола́йович Бочаро́в, ruski: Константи́н Никола́евич Бочаро́в; Odesa, 11. travnja 1997.), poznatiji kao Mélovin (Меловін)) je ukrajinski pjevač i tekstopisac. Proslavio se pobjedom u šestoj sezoni emisije X-Factor Ukrajina.
Predstavljao je Ukrajinu na Euroviziji 2018. u Lisabonu (Portugal) s pjesmom Under the Ladder.

## Rani život
Bočarov je rođen u Odesi gdje je živio s roditeljima ocem Mykolayjem Bocharovim i majkom Valentynom Bocharovom. Zainteresirao se za glazbu u ranoj dobi te je kao dijete smišljao i izvodio koncerte u svojoj školi. Kratko vrijeme je proveo u glazbenoj školi koju je napustio prije nego što je maturirao i upisao se u školu glume koju je i završio. 

## Karijera

### 2015-2016:X-Faktor Ukrajina
Bočarov se tri puta pojavio na audicijama X-Faktor Ukrajina, no nijednom nije dospio do samog televizijskog prijenosa showa. 2015. prijavio se na audiciju za šesto izdanje emisije u kojem je, na posljetku, i pobijedio. Nakon završetka emisije održao je turneju po cijeloj Ukrajini zajedno s ostalim finalistima. 2016. godine objavio je svoj prvi singl "Ne odinokaya".

### 2017–trenutno: Pokušaji na Euroviziji i nove pjesme
17. siječnja 2017. Bočarov je bio najavljen kao jedan od 23 natjecatelja na Vidbiru 2017, ukrajinskom nacionalnom izboru za Eurosong 2017, s pjesmom "Wonder". Bočarov je svoju pjesmu izveo u trećem polufinalu, 18. veljače 2017. godine, kada je zauzeo drugo mjesto i plasirao se u finale kao jedan od dva najbolja natjecatelja. U polufinalu je bio prvi po broju glasova ukrajinske publike, međutim, žiri, čiji su članovi bili  Konstantin Меladze, Jamala, Andrej Danilko, smjestio ga je na četvrto mjesto. Finale je održano 25. veljače 2017. Bočarov je zauzeo treće mjesto. Publika ga je smjestila na prvo mjesto, no žiri na predzadnje.
Iduće godine, Bočarov potvrđuje svoj povratak u Vidbir 16. siječnja 2018 kao i 18 drugih izvođača. Natjecao se s pjesmom "Under the Ladder". Nastupao je u drugom polufinalu, 17. veljače 2018 godine, kada se kvalificirao u finale kao jedan od tri najboljih izvođača večeri. Također je smješten na prvo mjesto po broju glasova ukrajinske publike te na drugo mjesto od strane žirija čiji su članovi bili Jamala, Danylko i Eugene Filatov. Pobijedio je u finalu, održanom 24. veljače, te dobio pravo da predstavlja Ukrajinu na Euroviziji 2018 u Lisabonu, Portugal. Završio je na 17. mjestu u finalu Eurosonga 2018. dobivši samo 11 bodova od žirija iz 43 zemlje i 113 bodova od publike. Nakon Eurosonga 2018. objavio je novi singl "That's Your Role", čiji je video skupio mnogo[koliko mnogo?] pregleda na YouTubeu. 

## Diskografija

### EP
| Naziv        | Detalji                                                                                          |
| ------------ | ------------------------------------------------------------------------------------------------ |
| Face to Face | - Datum Izlaska: 10. studenog 2017 - Diskografska kuća: UMPG - Format: digitalno preuzimanje, CD |

## Vanjske poveznice
- MÉLOVIN službena stranica (na engleskom jeziku)

| Nagrade i postignuća          | Nagrade i postignuća                             | Nagrade i postignuća       |
| ----------------------------- | ------------------------------------------------ | -------------------------- |
| Prethodnik Dmitry Babak       | X-Faktor Ukrajina Pobjednik 2015.                | Nasljednik Sevak Khanagyan |
| Prethodnik O. Torvald, "Time" | Predstavljao Ukrajinu na Pjesmi Eurovizije 2018. | Nasljednik                 |